# Кондаковка (Мелекесский район)
Кондаковка — исчезнувшее село Мелекесского района Ульяновской области РСФСР, существовавшее до 1955 года. Затоплено Куйбышевским водохранилищем.

## География
Село располагалось в 40 км к юго-западу от районного центра г. Мелекесс, в 63 км от Ульяновска, в 2 км от села Бирля, Кротково-Городище — 5,3 км, Рязаново — 7,5 км и Никольское-на-Черемшане — 7,5 км, на берегу реки Черемшан.

## История
Кондаковка предположительно основана в конце XVII — начале XVIII в. Его первым владельцем стал Московский Новодевичий монастырь. 
В начале XVIII века была построена Рождественская церковь и село стало называться Рожественское. 
На 1780 год село Рождественское Кандаковка тож, экономических крестьян .
На 1859 год Кандаковка удельных крестьян, при речке Бирле, в 1-м стане, по торговому тракту из г. Оренбурга в г. Симбирск.
В 1872 году была построена деревянная Казанско-Богородицкая церковь. Двухпрестольная во имя Казанской Божьей Матери и Святой Троицы. Но в 1879 году она сгорела. В 1882 году была построена вновь, освящена в 1883 году. Священник Михаил Дмитриевич Цареградский, более 40 лет служил при Казанско-Богородицкой церкви.
На 1900 год в селе Кондаковка имелось: церковь, две школы: земская и церковно-приходская, 7  ветряных мельниц, маслобойня.
На 1910 год в селе Кандаковка имелось: церковь, две школы: земская и церковно-приходская, 6  ветряных мельниц и 1 водяная мельница, 2 обдирки, маслобойня и кредитное товарищество.
В 1918 году был создан Кондаковский сельсовет, куда входили: Кондаковка и пос. Петровский.
Казанско-Богородицкая церковь была закрыта в 1930-е годы, разобрана в 1954–1955 годах.
С устройством Куйбышевского водохранилища в 1955 году жители села переселились в село Александровка.
Административно-территориальная принадлежность
В 1708 году деревня вошла в состав Синбирского уезда Казанской губернии.
С 1719 года в составе Синбирской провинции Астраханской губернии.
В 1728 году вернули в состав Синбирского уезда Казанской губернии.
С 1780 года деревня в составе Ставропольского уезда Симбирского наместничества.
С 1796 года в составе Ставропольского уезда Симбирской губернии.
С 1851 года в составе 1-го стана Ставропольского уезда Самарской губернии.
С 1860 года в составе Рязановской волости Ставропольского уезда Самарской губернии.
С 1919 года, ввиду разукрупнения Ставропольского уезда, вошла в состав новообразованного Мелекесского уезда.
С 25 февраля 1924 года в составе Кондаковского сельсовета Мелекесского уезда Самарской губернии.
6 января 1926 года — в Мелекесском уезде Ульяновской губернии.
В 1928—1929 и 1935—1956 годах село входило в состав Николо-Черемшанского района. В 1929—1935 годах — Сенгилеевского района.
С 14 мая 1928 году — Ульяновского округа Средне-Волжской области.
С 29 октября 1929 года — Средне-Волжского края, с 30 июля 1930 года — Куйбышевского края и с 1936 года — Куйбышевской области.
С 19 января 1943 года в составе Ульяновской области.
7 июля 1953 года, ввиду предстоящего затопления Куйбышевским водохранилищем, Кондаковский сельсовет был упразднён.
2 ноября 1956 года Николо-Черемшанский район был упразднён, а его территория вошла в состав Мелекесского района Ульяновской области.

## Население
- На 1780 год в селе жило 106 (рев. душ)[3];
- На 1859 год — в 176 дворах жило: 654 муж. и 714 жен.[12]
- На 1900 год — в 448 дворах жило: 1135 муж. и 1259 жен. (2394)[7];
- На 1910 год — в 438 дворах жило: 1334 муж. и 1375 жен.[8];
- На 1930 год — в 472 дворах жило 1951 жителя[9].

## Известные уроженцы
- Праведнов Виктор Фёдорович — советский государственный и политический деятель[13].
- Калмыкова Олимпиада Трофимовна — советская и российская актриса театра и кино.